# عصر طلایی هیپ هاپ

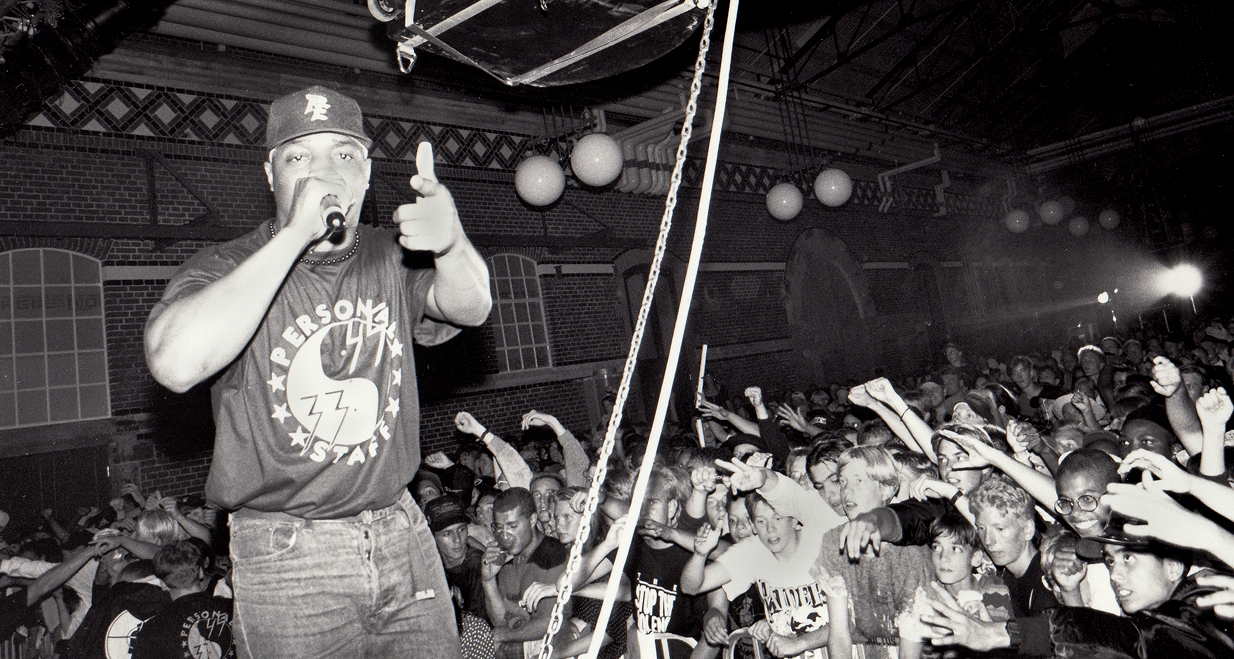
Chuck D. Slakthuset i Malmö درسال 1991

عصر طلایی هیپ هاپ (به انگلیسی: Golden age hip hop) عنوان دوره‌ای از جریان اصلی موسیقی هیپ هاپ است. این دوران در برهه زمانی اواسط دهه ۱۹۸۰ تا اوایل ۱۹۹۰ شکل گرفت و مهم‌ترین شاخصه‌های آن نوآوری‌های جدید و همینطور نفوذ در میان عامه مردم بود. در این دوره هیپ هاپ از یک موسیقی خیابانی که تنها هدفش اعتراض به وضع موجود جامعه آمریکا و اعتراض به تبعیض‌های صورت گرفته علیه سیاه‌پوستان بود به یک ابزار تجاری قدرتمند تبدیل شده و موضوعاتی چون گنگستا رپ، اشعار جنسی و اشعار سیاسی هدف‌دار نیز وارد این شاخه شد.
مجله ران-دی‌ام‌سی علل اصلی همه‌گیر شدن هیپ هاپ و آغاز عصر طلایی را در ورود سبک گنگستری و به طور خاص فعالیت‌های دکتر دره، آیس کیوب(گروه ان دبلیو ای) و اسنوپ داگ در اواخر دهه ۱۹۸۰ دانست. ام‌اس‌ان‌بی‌سی آلبوم از سمت راست جنگل خارج شوید از برادران جنگل را از عوامل شکل‌گیری عصر طلایی هیپ هاپ دانست.

## هنرمندان سرشناس
بر طبق گفته منابعی مثل رولینگ استون، ویلیج ویس، آل‌میوزیک، دی ایج و ام‌اس‌ان‌بی‌سی هنرمندان زیر تعدادی از کلیدی‌ترین افراد شکل‌دهند عصر طلایی هیپ هاپ بوده‌اند
| - توپاک شکور - آیس-تی - ان.دابلیو.ای - ران-دی.ام.سی - اسنوپ داگ - بیگ ال - ایزی-ایی - ای زد - بیستی بویز - سایپرس هیل - دکتر دره - فیوجیز - آیس کیوب | - ام‌سی همر - ناس - نوتوریوس بی.آی.جی - کویین لطیفه - کامن - وو-تنگ کلن |  |